# Сураттхані (місто)
Сураттхані (тай. สุราษฎร์ธานี) — місто в однойменній провінції на півдні Таїланду.

## Географія
Лежить при впадінні річки Тапі в бухту Бандон, за 640 км на південний захід від Бангкока.

### Клімат
Місто знаходиться у зоні, котра характеризується мусонним кліматом. Найтепліший місяць — квітень із середньою температурою 28.9 °C (84 °F). Найхолодніший місяць — січень, із середньою температурою 25.6 °С (78 °F).
| Клімат Сураттхані       | Клімат Сураттхані | Клімат Сураттхані | Клімат Сураттхані | Клімат Сураттхані | Клімат Сураттхані | Клімат Сураттхані | Клімат Сураттхані | Клімат Сураттхані | Клімат Сураттхані | Клімат Сураттхані | Клімат Сураттхані | Клімат Сураттхані | Клімат Сураттхані |
| Показник                | Січ.              | Лют.              | Бер.              | Квіт.             | Трав.             | Черв.             | Лип.              | Серп.             | Вер.              | Жовт.             | Лист.             | Груд.             | Рік               |
| Абсолютний максимум, °C | 37                | 36                | 37                | 40                | 37                | 42                | 35                | 37                | 37                | 39                | 33                | 32                | 42                |
| Середній максимум, °C   | 30                | 31                | 33                | 33                | 32                | 32                | 31                | 31                | 31                | 30                | 28                | 28                | 31                |
| Середня температура, °C | 25                | 26                | 27                | 28                | 28                | 28                | 27                | 27                | 27                | 27                | 26                | 25                | 27                |
| Середній мінімум, °C    | 21                | 21                | 21                | 23                | 24                | 24                | 23                | 23                | 23                | 23                | 23                | 22                | 22                |
| Абсолютний мінімум, °C  | 15                | 16                | 16                | 13                | 22                | 22                | 21                | 22                | 20                | 21                | 17                | 17                | 13                |
| Норма опадів, мм        | 30                | 0                 | 10                | 60                | 180               | 110               | 140               | 120               | 200               | 250               | 300               | 90                | 1520              |
| ----------------------- | ----------------- | ----------------- | ----------------- | ----------------- | ----------------- | ----------------- | ----------------- | ----------------- | ----------------- | ----------------- | ----------------- | ----------------- | ----------------- |
| Джерело: Weatherbase    |                   |                   |                   |                   |                   |                   |                   |                   |                   |                   |                   |                   |                   |

## Галерея

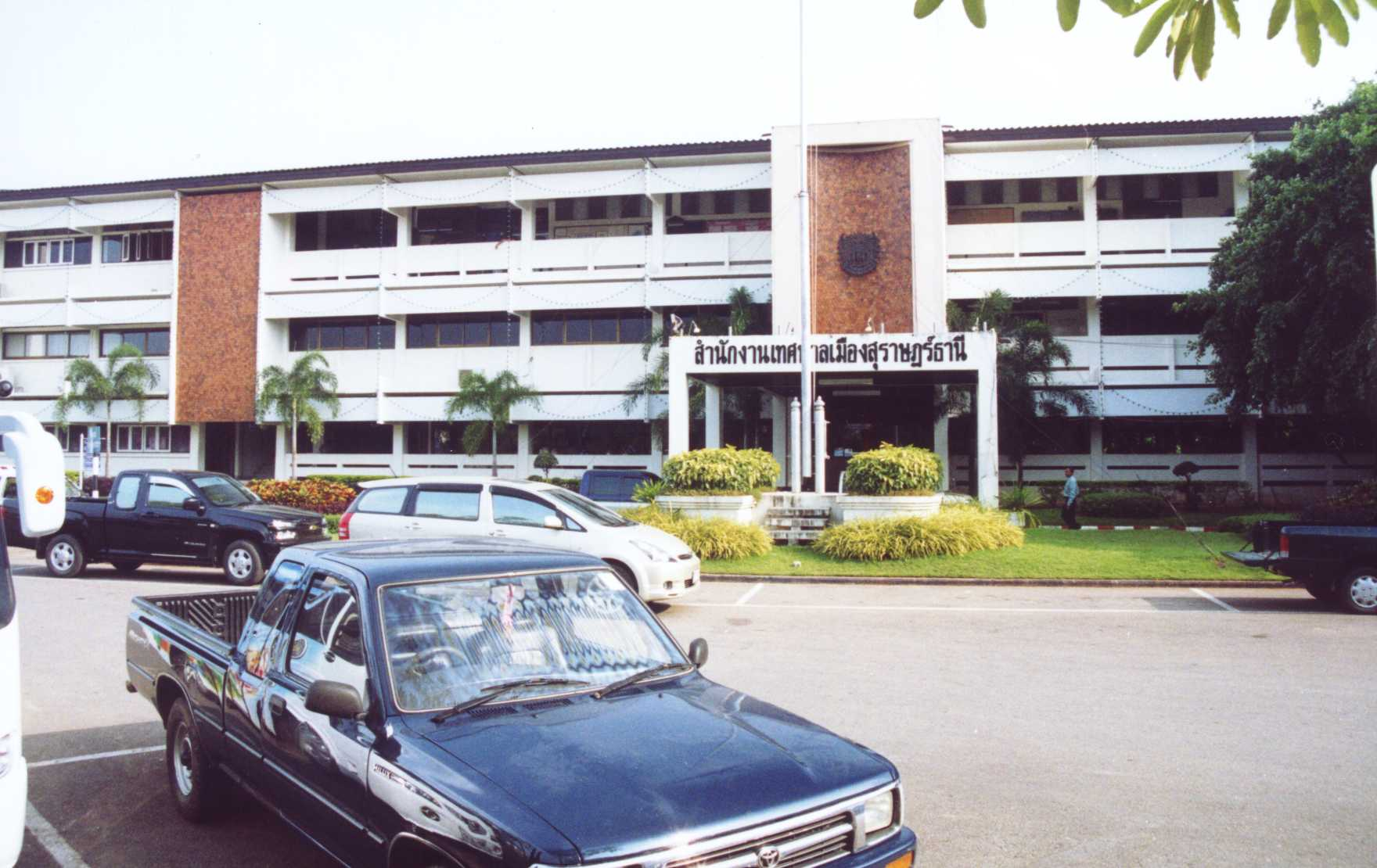
Мерія Сураттхані
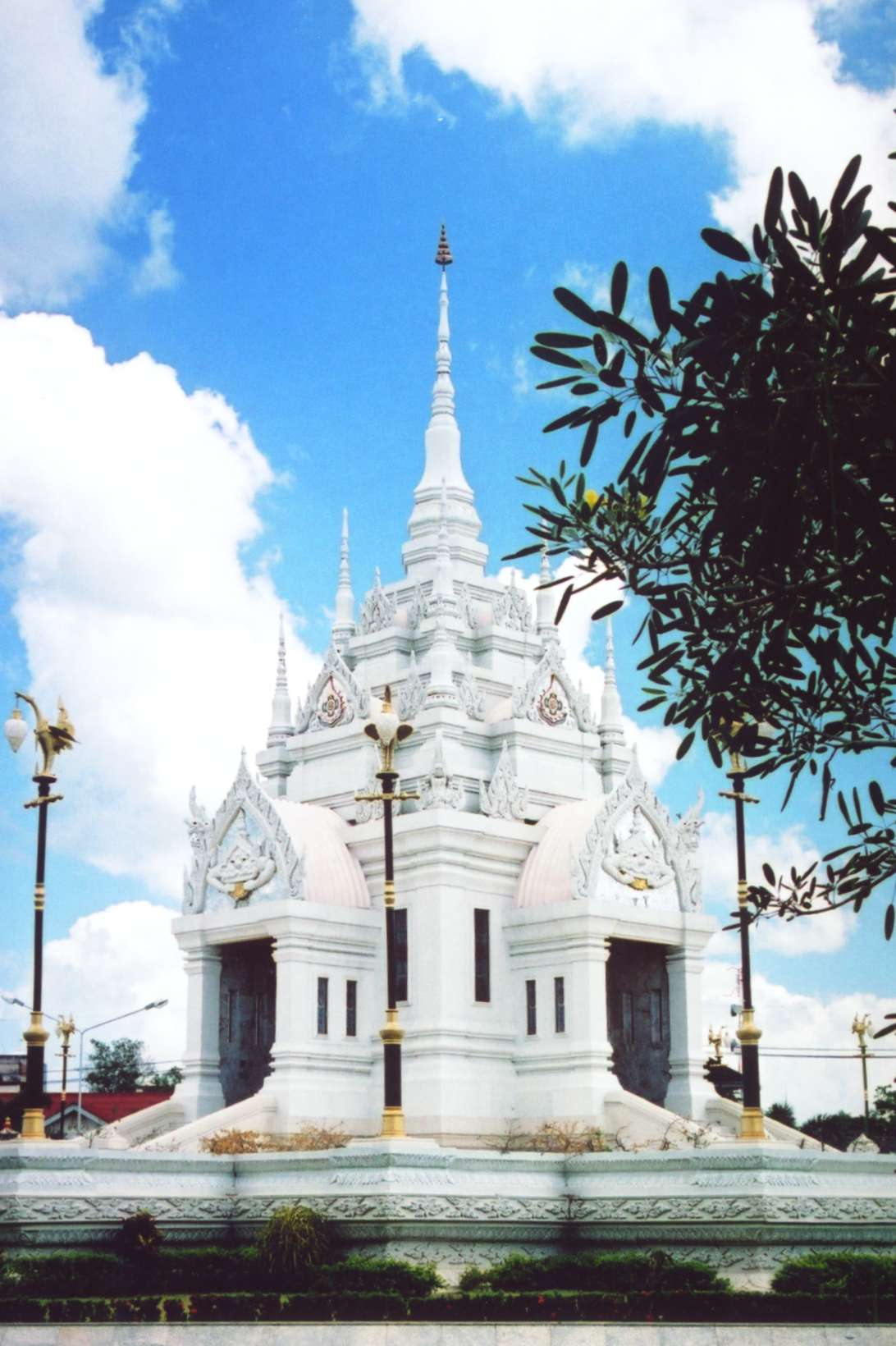
Міське святилище
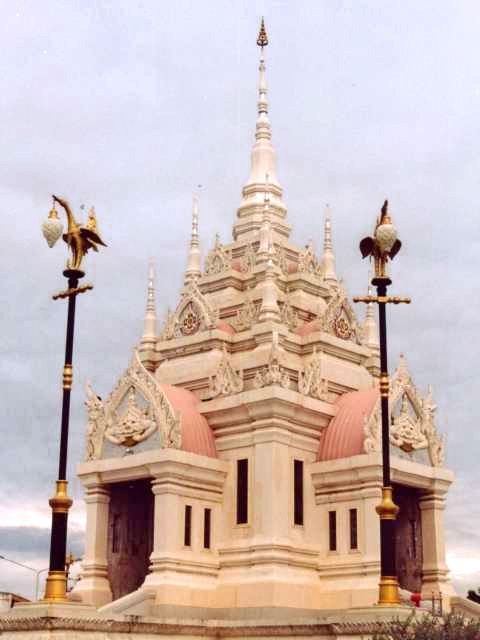
Міське святилище
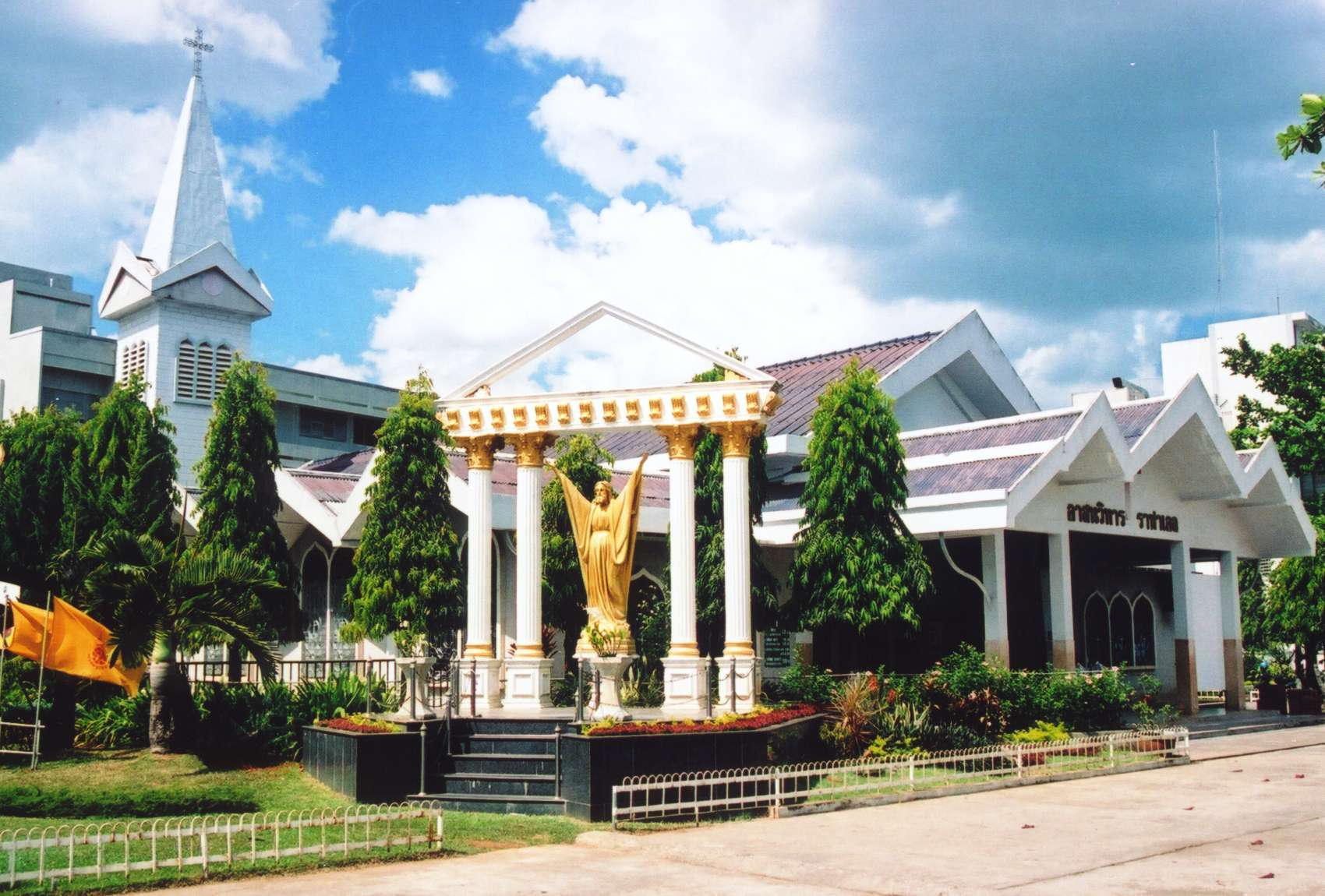
Кафедеральний собор
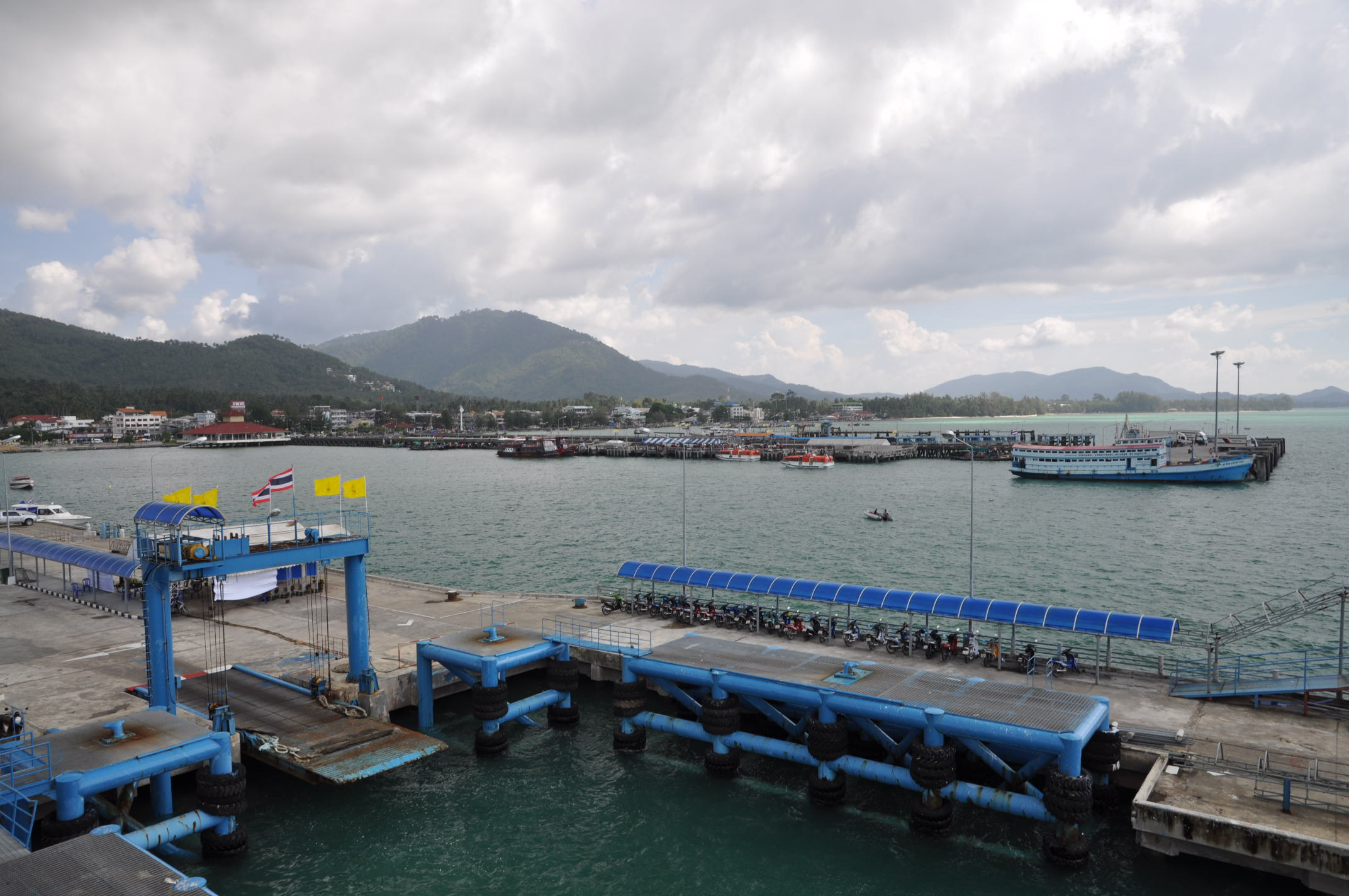
Пірс
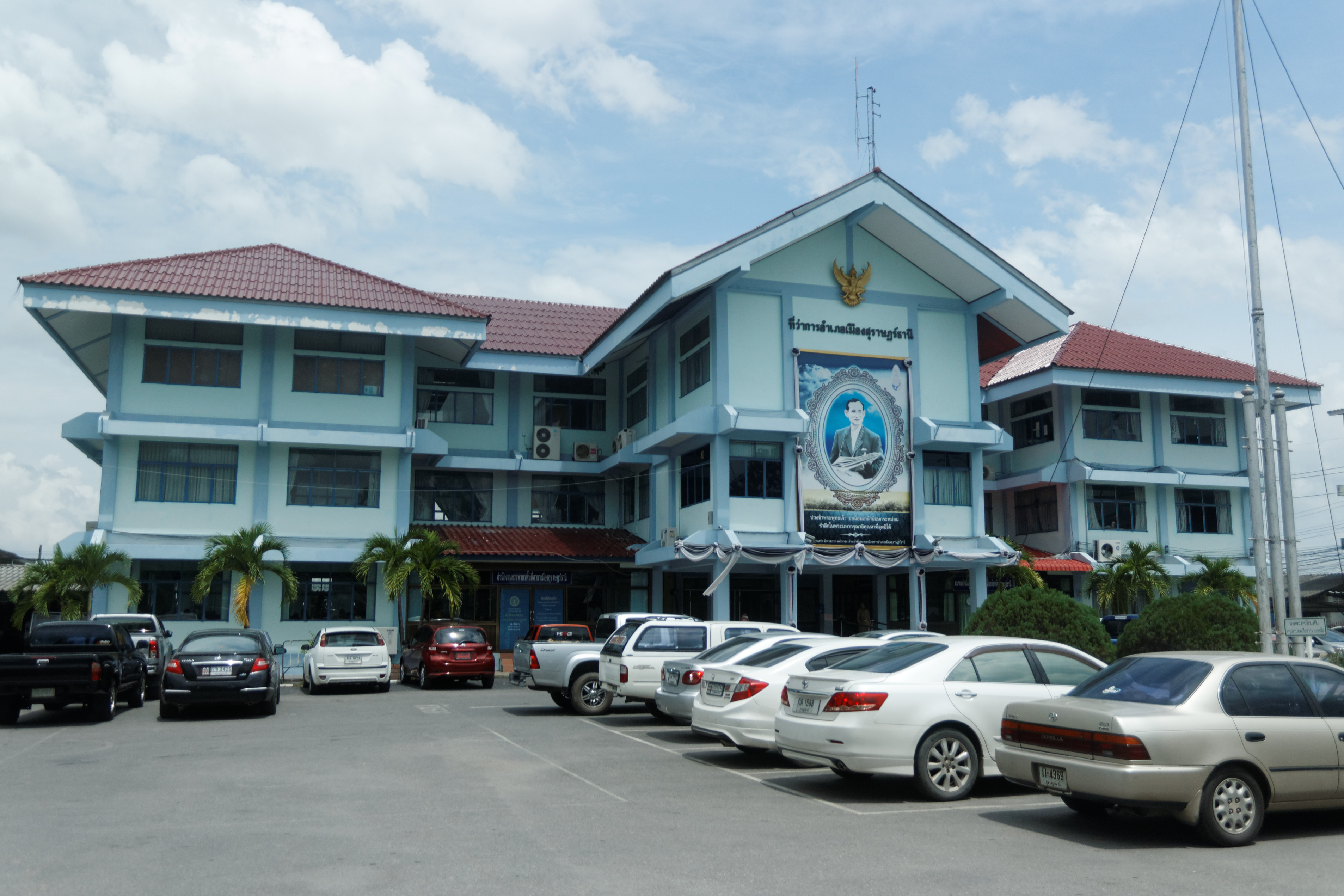
Окружний офіс
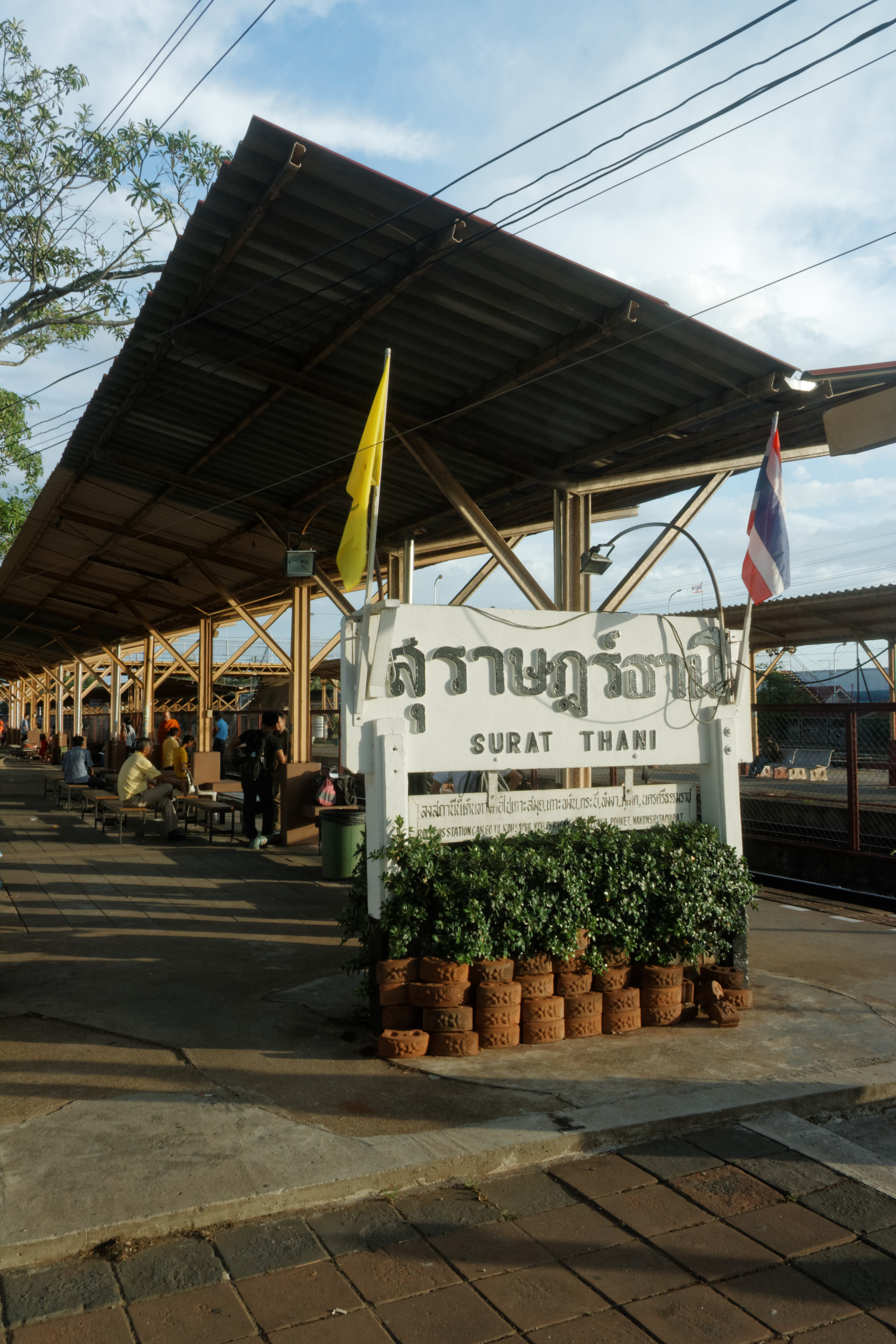
Залізнична станція
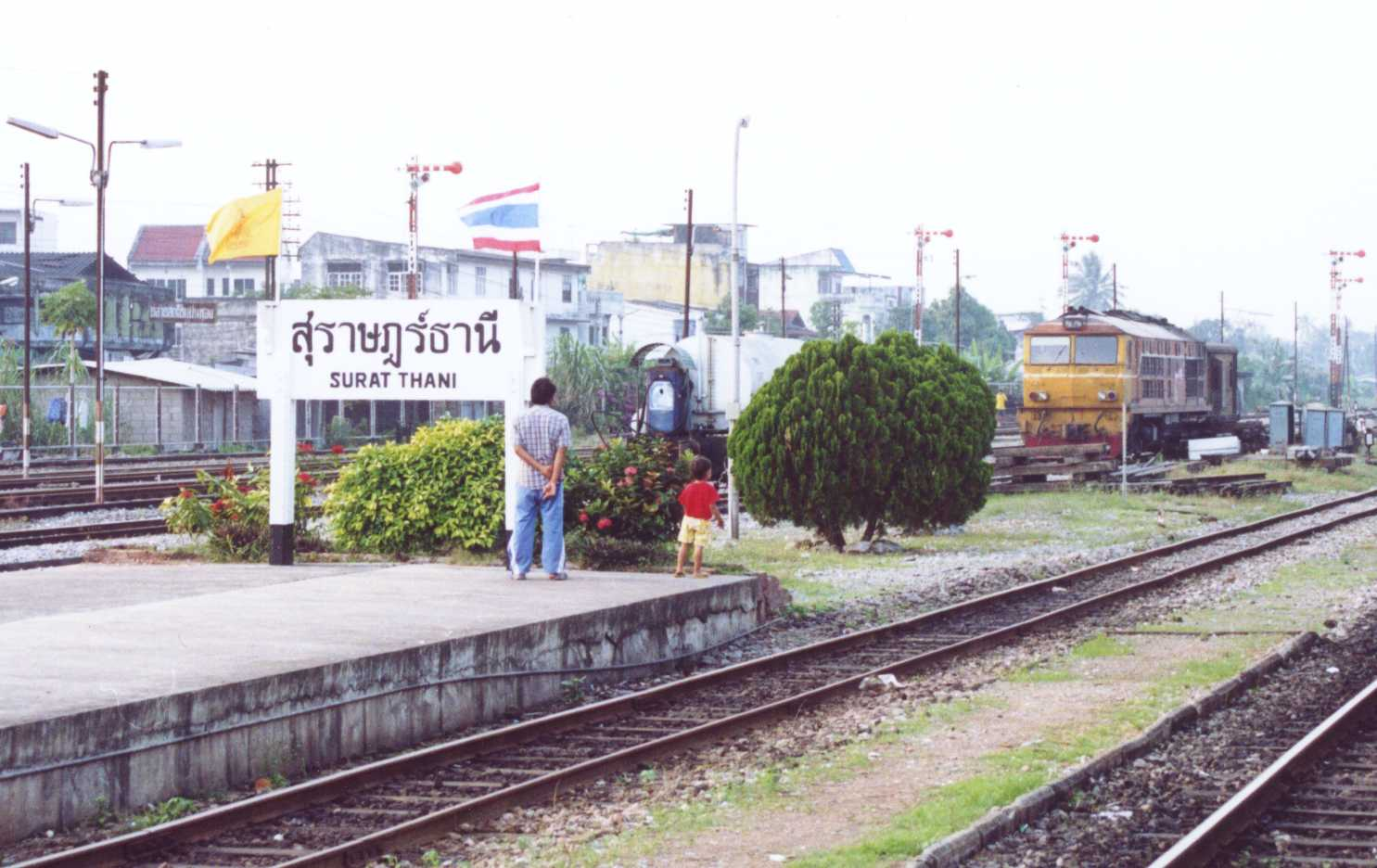
Залізниця